# نیک گریفین
نیکلاس جان گریفین (به انگلیسی: Nicholas John Griffin) (زادهٔ ۱۹۵۹) سیاست‌مداری بریتانیایی است.
او از ۱۹۹۹ تا کنون رهبر حزب ملی بریتانیا بوده است.